# Avenida do Rio de Janeiro
A Avenida do Rio de Janeiro é uma avenida de Lisboa, localizada na antiga freguesia de São João de Brito, actualmente freguesia de Alvalade. A sua designação actual (2010) data de 29 de julho de 1948, e tem por base um projecto que inseriu na toponímia de Lisboa várias designações de arruamentos de cidades e personalidades europeias e brasileiras.[carece de fontes?]
A avenida tem início na Avenida dos Estados Unidos da América e fim na Avenida do Brasil.
Foi anteriormente designada como Avenida de Ligação entre a Avenida dos Estados Unidos da América e Avenida do Brasil.